# 서귀포중학교 축구부
서귀포중학교 축구부는 제주특별자치도 서귀포시에 위치한 서귀포중학교의 축구부이다. 서귀포중학교가 운영하는 축구부로 1978년에 창단  하였다.

## 같이 보기
- 서귀포중학교